# Pere Pau Ripollès Alegre
Pere Paul Ripollès Alegre (1953) è un numismatico e archeologo spagnolo.

## Biografia
Ripollès ha studiato all'Università di Valencia laureandosi nel 1978. Nel 1982 ha ottenuto il dottorato alla stessa università.
Dal 1984 è professore associato e dal 1986, professore ordinario nella stessa facoltà.

## Pubblicazioni
- “Le monete ispaniche nelle collezioni italiane” (1986)
- “Monedas Hispánicas” (2000)
- “The Roman Provincial Coinage” (vol. I) (1992)
- “La ceca de Arse-Saguntum” (2002)
- “Monedas Hispánicas de la Bibliothèque Nationale de France” (2005)
- “Las monedas provinciales romanas de Hispania” (2010).

## Riconoscimenti
- 2016 Medaglia della Royal Numismatic Society.